# Prémio Embaixador de Consciência
O Prémio Embaixador de Consciência é o prémio de direitos humanos mais prestigiado da Amnistia Internacional. É atribuído a indivíduos e grupos que defendem os direitos humanos. Visa, também, criar debates, incentivar a ação pública e aumentar a consciência de histórias inspiradoras e questões de direitos humanos.

## Destinatários
Entre os laureados constam:
- 2018 – Colin Kaepernick, ex-quarterback da NFL  e ativista; protesto ajoelhado sobre a injustiça racial[2]
- 2017 – Alicia Keys, artista norte-americana e ativista; movimento de direitos para os povos indígenas no Canadá[3]
- 2016 – Angélique Kidjo, cantor e compositor do Benim, Lutte Pour Le Changement (LUCHA), um movimento de jovens comprometidos ao protesto pacífico em Goma, Le Balai Citoyen, movimento de incentivo político, no Burkina Faso e y'en a Marre, um grupo de rappers e jornalistas Senegaleses
- 2015 – Joan Baez, cantora, compositora e ativista folk norte-americana, Ai Weiwei, artista contemporâneo e ativista chinês
- 2013 – Malala Yousafzai, estudante, blogueira e ativista e Harry Belafonte, cantor e ativista norte-americano, pelos direitos humanos e a justiça social
- 2009 – Aung San Suu Kyi, líder Liga Nacional para a Democracia da Birmânia . O prêmio foi posteriormente retirado em 12 de Novembro de 2018 devido à sua responsabilidade por não ter salvaguardado os direitos humanos fundamentais, na sequência das atrocidades cometidas pelo exército de Myanmar contra um milhão de muçulmanos de etnia rohingya.
- 2008 – Peter Gabriel, músico e ativista humanitário
- 2006 – Nelson Mandela, ex-Presidente da África do Sul
- 2005 – Banda de rock Irlandesa U2 e seu empresário Paul McGuinness
- 2004 – Mary Robinson, ex-Presidente da Irlanda e Alto Comissária da ONU para os Direitos Humanos, e Hilda Morales Trujillo, ativista dos direitos das mulheres Quetzal
- 2003 – Václav Havel, ex-Presidente da República checa